# J・W・ビーティー
J・W・ビーティーことジョン・ウィルソン・ビーティー（J. W. Beatty RCA 、John William Beatty、1869年5月30日 - 1941年10月4日）はカナダの画家である 。カナダの風景を描いた。カナダの風景画家のグループ、グループ・オブ・セブンを結成する画家たちよりも、10歳ほど年上の世代の画家で、彼らの先駆者とされる。

## 略歴
トロントで生まれた。トロントの学校で学んだ後、1885年にノースウェスト準州でルイ・リエルが起こしたノースウェストの反乱を鎮圧する軍隊に志願兵として参加した後、トロントの消防局で1900年まで働いた。余暇にトロントの美術学校(Central Ontario School of Art)でジョージ・アグニュー・リード(1860-1947)から絵を学んだ。1900年に消防局を辞め、パリに渡り、私立の美術学校、アカデミー・ジュリアンでジャン＝ポール・ローランスとジャン＝ジョセフ・バンジャマン＝コンスタンに学んだ。パリのアカデミー・コラロッシでも学んだ。1908年にはロンドンに移り、チェルシーの美術学校（後のチェルシー・カレッジ・オブ・アーツ）でも学んだ。オランダやベルギーなどを旅し、後にオランダの農民の生活を描いた作品や風景画を多く描いた。
1901年に王立カナダ美術アカデミーの準会員になり1903年に正会員となった。カナダに戻った後、オンタリオ美術カレッジ(Ontario College of Art)に改名され、ジョージ・アグニュー・リードが初代校長になったトロントの美術学校で1912年から教え始め、生涯その仕事を続けた 。
第一次世界大戦中はフレドリック・ヴァーリー(Frederick Varley: 1881-1969)、チャールズ・ウォルター・シンプソン(Charles Walter Simpson: 1878–1942)、モーリス・カレン(1866-1934)とカナダ軍の公式戦争画家に選ばれた。
多くのカナダの画家たちが描き始めた、アルゴンキン州立公園となったオンタリオ州の湖沼地域の風景を描いた。1901年からオンタリオ美術家協会(Ontario Society of Artists)の会員であり、ローレン・ハリス(1885-1970)やA・Y・ジャクソン(1882-1974)、トム・トムソン(1877-1917)、アーサー・リズマー(1885–1969)といったカナダの印象主義の風景画家のグループ「グループ・オブ・セブン」のメンバーや関連する画家と知り合いであった。

## 作品

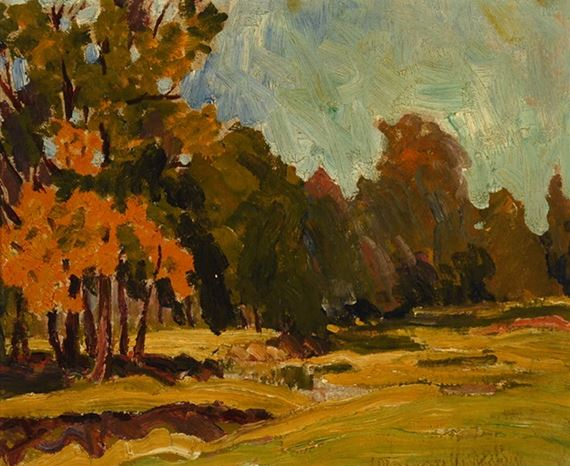
アルゴンキンの秋の風景
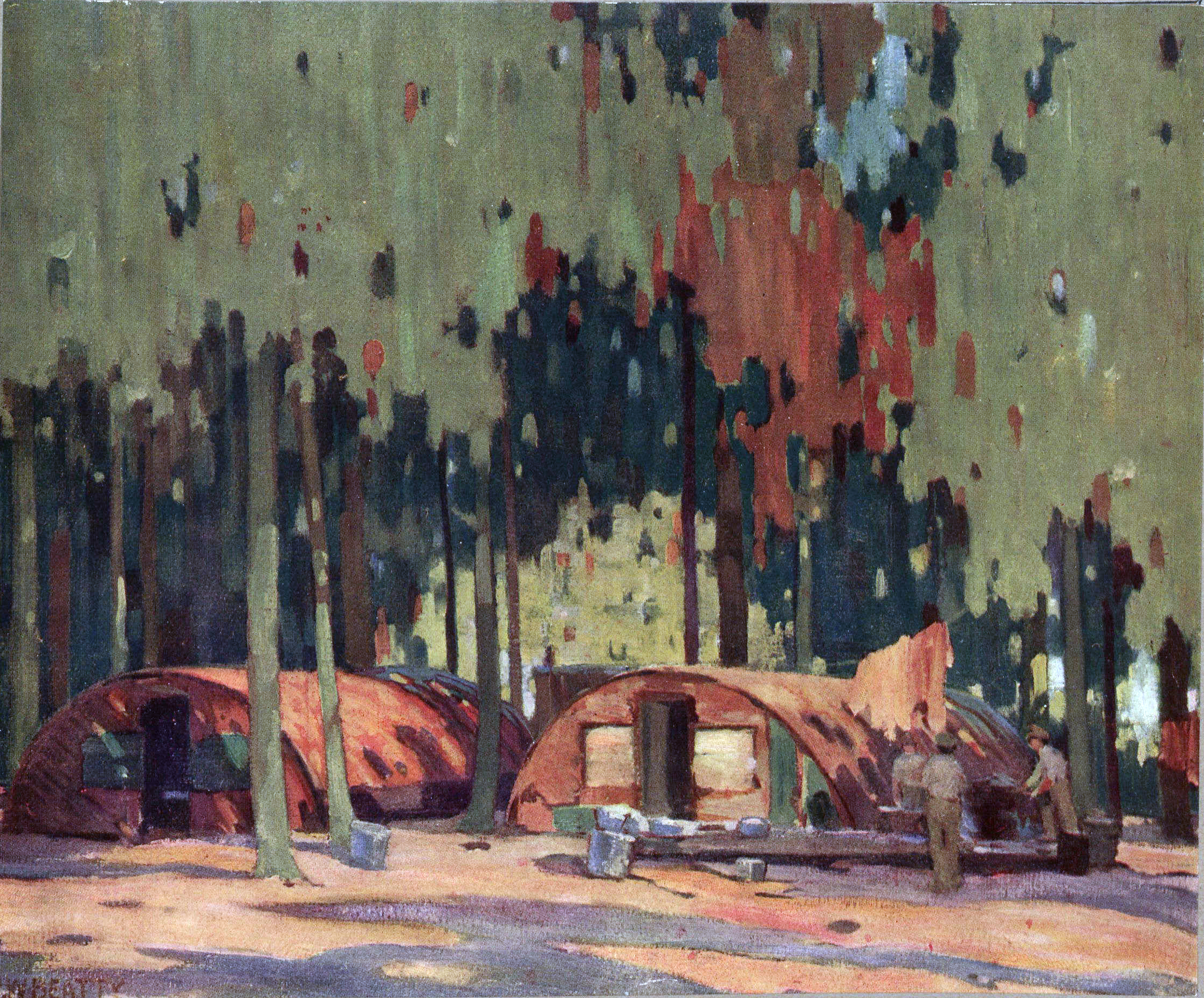
第一次世界大戦のカナダ軍兵舎 Canadian War Museum蔵
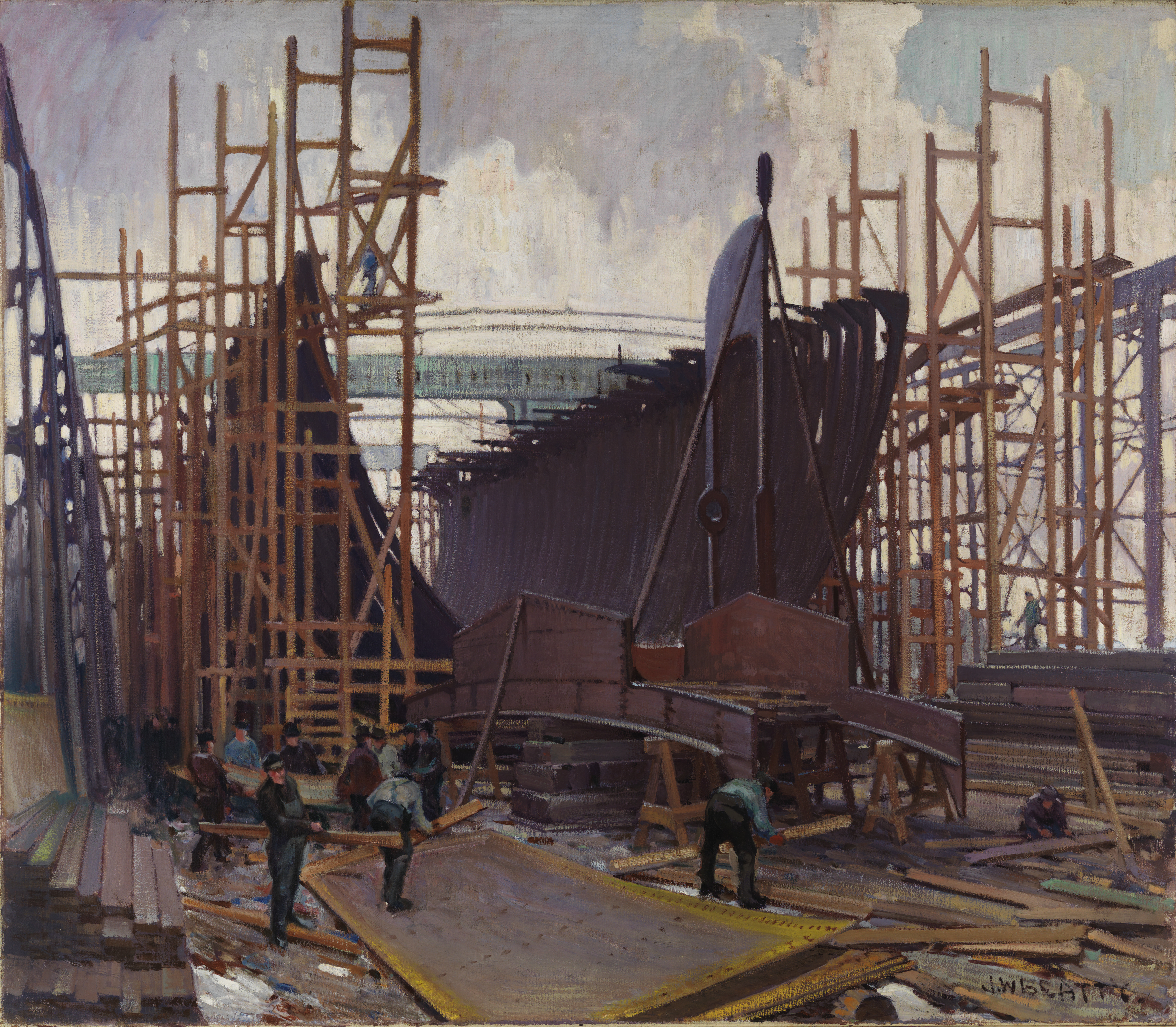
第一次世界大戦中の造船所 Canadian War Museum蔵
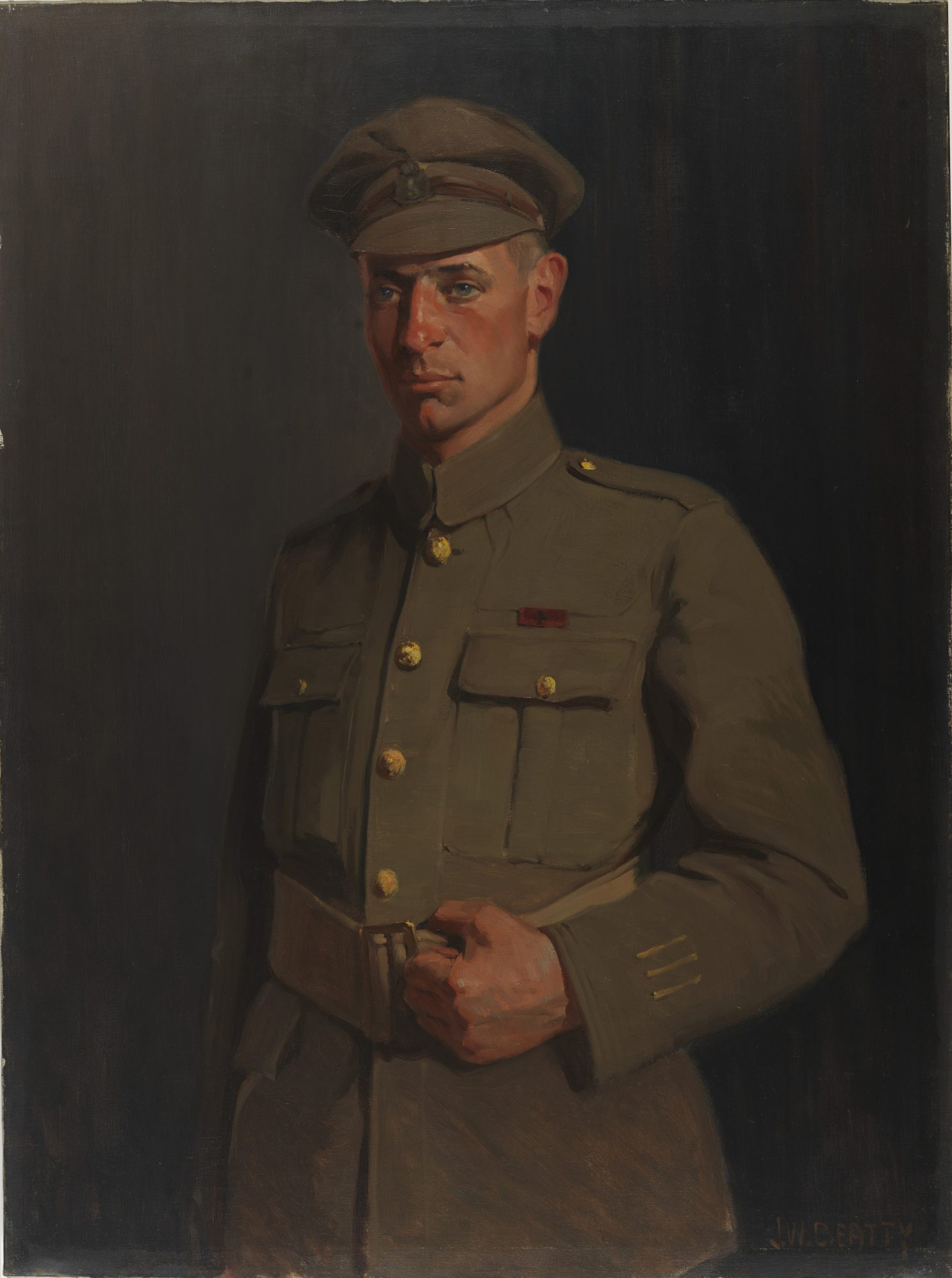
ヴィクトリア十字章受勲者、Cecil John Kinrossの肖像画